# 朱載𡑡
安東王朱載𡑡（？—1611年），明朝第一代安東王，益恭王朱厚炫嫡次子。

## 生平
朱載𡑡初封鎮國將軍，嘉靖三十八年（1559年）十月，明世宗遣武安伯鄭崑等為正使，翰林院修撰唐汝楫等為副使，持節冊封朱載𡑡為安東王，夫人鄭氏為安東王妃。
萬曆三十九年（1611年）去世。萬曆四十二年（1614年），長孫朱常溰即位。

## 子孫
- 嫡長子：朱翊？，早夭[2]
- 嫡次子：鎮國將軍→安東長子朱翊鏃，早卒
  - 庶長子：安東長孫→安東王朱常溰
- 子：鎮國將軍朱翊鎕[4]
- 嫡三子：鎮國將軍→安東長子朱翊鍰，萬曆十九年（1591年）改封長子[5]
- 子：朱翊鋹，早卒，未封[6]
- 子：朱翊錆，早卒，未封[6]
- 子：鎮國將軍朱翊釴[6]
  - 第一子：輔國將軍朱常沖[6][7]
  - 第二子：輔國將軍朱常洚[7]
  - 第三子：輔國將軍朱常瀶[7]
- 子：鎮國將軍朱翊鉢[6]
  - 第一子：輔國將軍朱常浮[6][7]
  - 第二子：輔國將軍朱常𣲎[6][7]
- 子：鎮國將軍朱翊銁[6]
- 孫：輔國將軍朱常洐[7][8]